# Symmachia batesi
Symmachia batesi är en fjärilsart som beskrevs av Otto Staudinger 1888. Symmachia batesi ingår i släktet Symmachia och familjen Riodinidae. Inga underarter finns listade i Catalogue of Life.